# Pico Nachtigal
El Pico Nachtigal es un pico rocoso en un espolón que sobresale hacia el norte desde el extremo sureste de la Cordillera de San Telmo, Georgia del Sur, en el océano Atlántico Sur, cuya soberanía está en disputa entre el Reino Unido el cual las administra como «Territorio Británico de Ultramar de las islas Georgias del Sur y Sandwich del Sur», y la República Argentina que las integra al Departamento Islas del Atlántico Sur, dentro de la Provincia de Tierra del Fuego, Antártida e Islas del Atlántico Sur. 
Se eleva a 1160 m s. n. m. en el lado oeste de la cabeza del glaciar Cook, a 7 kilómetros al este del pico Nordenskjöld. El nombre de "Kleine Pico" (Pico pequeño) se le fue dado por el grupo alemán de las Investigaciones del Año Polar Internacional, entre 1882 y 1883. El South Georgia Survey, de 1951 y 1952, informó que ese nombre no es especialmente descriptivo o distintivo para el pico y fue rechazado. El nombre de pico Nachtigal, recomendado por el Comité Antártico de Lugares Geográficos del Reino Unido (UK-APC) en 1954, por el cercano glaciar Nachtigal, que fue nombrado por el grupo alemán de 1882 a 1883.